# Thallumetus salax
Thallumetus salax är en spindelart som beskrevs av Simon 1893. Thallumetus salax ingår i släktet Thallumetus och familjen kardarspindlar.
Artens utbredningsområde är Venezuela. Inga underarter finns listade i Catalogue of Life.